# Mark Glowinski
Mark Glowinski (Wilkes-Barre, Pensilvania, 3 de mayo de 1992) es un jugador profesional estadounidense de fútbol americano que se desempeña en la posición de lineman en New York Giants, equipo de la National Football League (NFL).

## Carrera
Fue seleccionado en la cuarta ronda en la Reunión Anual de Selección de Jugadores de la NFL de 2015. Hizo su debut profesional con el equipo Seattle Seahawks, en el cual jugó tres temporadas (2015-2018), después pasó a Indianapolis Colts (2018-2022), luego a New York Giants, donde lleva jugando dos temporadas.